# Poul Larsen
Poul Frederik Larsen (Copenhague, 21 de agosto de 1916-Copenhague, 15 de julio de 1990) fue un deportista danés que compitió en piragüismo en la modalidad de aguas tranquilas. Ganó una medalla de bronce en el Campeonato Mundial de Piragüismo de 1938.
Participó en los Juegos Olímpicos de Berlín 1936, donde fue eliminado en la primera ronda.

## Palmarés internacional
| Campeonato Mundial | Campeonato Mundial | Campeonato Mundial | Campeonato Mundial |
| Año                | Lugar              | Medalla            | Evento             |
| ------------------ | ------------------ | ------------------ | ------------------ |
| 1938               | Vaxholm (Suecia)   | Medalla de bronce  | K2 1000 m          |